# العلاقات البوتسوانية الناوروية
العلاقات البوتسوانية الناوروية هي العلاقات الثنائية التي تجمع بين بوتسوانا وناورو.

## مقارنة بين البلدين
هذه مقارنة عامة ومرجعية للدولتين:
| وجه المقارنة                                              | بوتسوانا                       | ناورو                          |
| --------------------------------------------------------- | ------------------------------ | ------------------------------ |
| المساحة (كم2)                                             | 581.74 ألف                     | 21                             |
| عدد السكان (نسمة)                                         | 2.29 مليون                     | 10.08 ألف                      |
| الكثافة السكانية (ن./كم²)                                 | 3.94                           | 48.00 ألف                      |
| العاصمة                                                   | غابورون                        | ضاحية يارين                    |
| اللغة الرسمية                                             | لغة إنجليزية                   | اللغة الناورونية، لغة إنجليزية |
| العملة                                                    | بولا بوتسواني                  | دولار أسترالي                  |
| الناتج المحلي الإجمالي (بليون دولار)                      | 17.41 مليار                    | 113.88 مليون                   |
| الناتج المحلي الإجمالي (تعادل القوة الشرائية) بليون دولار | 35.84 مليار                    | 162.98 مليون                   |
| الناتج المحلي الإجمالي الاسمي للفرد دولار أمريكي          | 6.36 ألف                       | 9.83 ألف                       |
| الناتج المحلي الإجمالي للفرد دولار أمريكي                 | 16.10 ألف                      |                                |
| مؤشر التنمية البشرية                                      | 0.698                          |                                |
| رمز المكالمات الدولي                                      | +267                           | +674                           |
| رمز الإنترنت                                              | .bw                            | .nr                            |
| المنطقة الزمنية                                           | ت ع م+02:00، توقيت وسط إفريقيا | ت ع م+12:00                    |

## منظمات دولية مشتركة
يشترك البلدان في عضوية مجموعة من المنظمات الدولية، منها:
| علم المنظمة | اسم المنظمة                                 | تاريخ انضمام بوتسوانا | تاريخ انضمام ناورو |
| ----------- | ------------------------------------------- | --------------------- | ------------------ |
|             | يونسكو                                      | 16 يناير 1980         | 17 أكتوبر 1996     |
|             | منظمة حظر الأسلحة الكيميائية                | ?                     | ?                  |
|             | الاتحاد البريدي العالمي                     | ?                     | ?                  |
|             | منظمة الشرطة الجنائية الدولية               | ?                     | ?                  |
|             | الأمم المتحدة                               | 17 أكتوبر 1966        | 14 سبتمبر 1999     |
|             | الاتحاد الدولي للاتصالات                    | 2 أبريل 1968          | 10 يونيو 1969      |
|             | مجموعة دول أفريقيا والكاريبي والمحيط الهادئ | ?                     | ?                  |
|             | دول الكومنولث                               | ?                     | ?                  |

## وصلات خارجية
- موقع وزارة الخارجية البوتسوانية